# Andrew (Iowa)
Andrew – miasto w Stanach Zjednoczonych, w stanie Iowa, w hrabstwie Jackson.

## Demografia
W 2000 liczyło 460 mieszkańców. W 2023 liczba mieszkańców spadła do 375 osób, a gęstość zaludnienia poniżej 536 osób/km².